# Kotori Koiwai
Kotori Koiwai (小岩井 ことり Koiwai Kotori?, Kioto, 15 de febrero de 1990) es una seiyū japonesa. Ha participado en series como Ao no Exorcist, Soul Eater Not! y Joshiraku, entre otras. Está afiliada a Peerless Gerbera.

## Filmografía

### Series de Anime
2011
- Ao no Exorcist como Yoshikuni

2012
- Joshiraku como Kigurumi Harōkitei
- Psycho-Pass como Yuki Funahara

2013
- Aikatsu! como Nono Daichi
- Dansai Bunri no Crime Edge como Iwai Mushanokoji
- Fantasista Doll como Medallia, Rei Proto, Rembrandt, Sonnet, Suzuri y Ukiwa
- Gatchaman Crowds como Utsu-tsu
- Gen'ei o Kakeru Taiyō como Minori Murakami
- Gingitsune como Fuku
- Kami-sama no Inai Nichiyōbi como Gigi Torogi
- Non Non Biyori como Renge Miyauchi

2014
- Barakamon como Aiko Koumoto
- Captain Earth como Mia y Pitz
- Dragon Collection como Claire
- M3 - Sono Kuroki Hagane como Sasame Izuriha y Tsugumi
- Mahō Shōjo Taisen como Mebuki Konoe
- Mekakucity Actors como Hiyori Asahina
- Nanatsu no Taizai como Elaine
- Saki Zenkoku-hen como Maho Yumeno
- Soul Eater Not! como Kana Altair

2015
- Gatchaman Crowds insight como Utsu-tsu
- Nisekoi 2 como Fū
- Non Non Biyori Repeat como Renge Miyauchi
- The Rolling Girls como Tsuruha

2016
- Chain Chronicle como Juliana
- Tanaka-kun wa Itsumo Kedaruge como Shiraishi

2017
- Ao no Exorcist: Kyoto Fujōō Hen como Kinoshita (ep 1) y Konekomaru Miwa (pequeño)

### OVAs
2014
- Chain Chronicle como Rinse y Yuni

### ONAs
2016
- Girl Friend Note como Subaru Makise

### Películas
2016
- Chain Chronicle: Haecceitas no Hikari como Juliana

### Videojuegos
- Atelier Shallie: Alchemists of the Dusk Sea como Shallistera.[2]
- Genshin Impact como Yun Jin.
- Summon Night 5 como Primo.[3]
- The Idolmaster Million Live como Tomoka Tenkuubashi.
- The Legend of Heroes: Trails of Cold Steel, The Legend of Heroes: Trails of Cold Steel II y The Legend of Heroes: Trails of Cold Steel III como Millium Orion.[4]
- Granblue fantasy como Daetta.
- Hyperdevotion Noire: Goddess Black Heart como Resta.[5]
- Mugen Souls Z como Tioni.[6]

## Música
- Para la serie Dansai Bunri no Crime Edge interpretó el ending de los episodios 1, 6 y 13: Glass no Mikazuki.[7]
- Interpretó el opening de Joshiraku Oato ga Yoroshikutte... yo! junto con sus colegas Nozomi Yamamoto, Ayane Sakura, Yoshino Nanjo y Saori Gotō.[8]
- Con sus compañeras Rie Murakawa, Ayane Sakura y Kana Asumi interpretaron el ending Non Non Biyori para el anime homónimo. Éste también apareció en el OVA Okinawa e Ikukoto ni Natta.[9][10]
- Participó del sencillo THE@TER ACTIVITIES 01 de la franquicia The Idolmaster. Lo hizo junto con Miku Itou, Momo Asakura, Rie Murakawa y Atsuki Nakamura. En su semana de lanzamiento alcanzó el tercer puesto de ventas de los rankings japoneses, con 32.817 copias vendidas.[11]